# 아야톨라

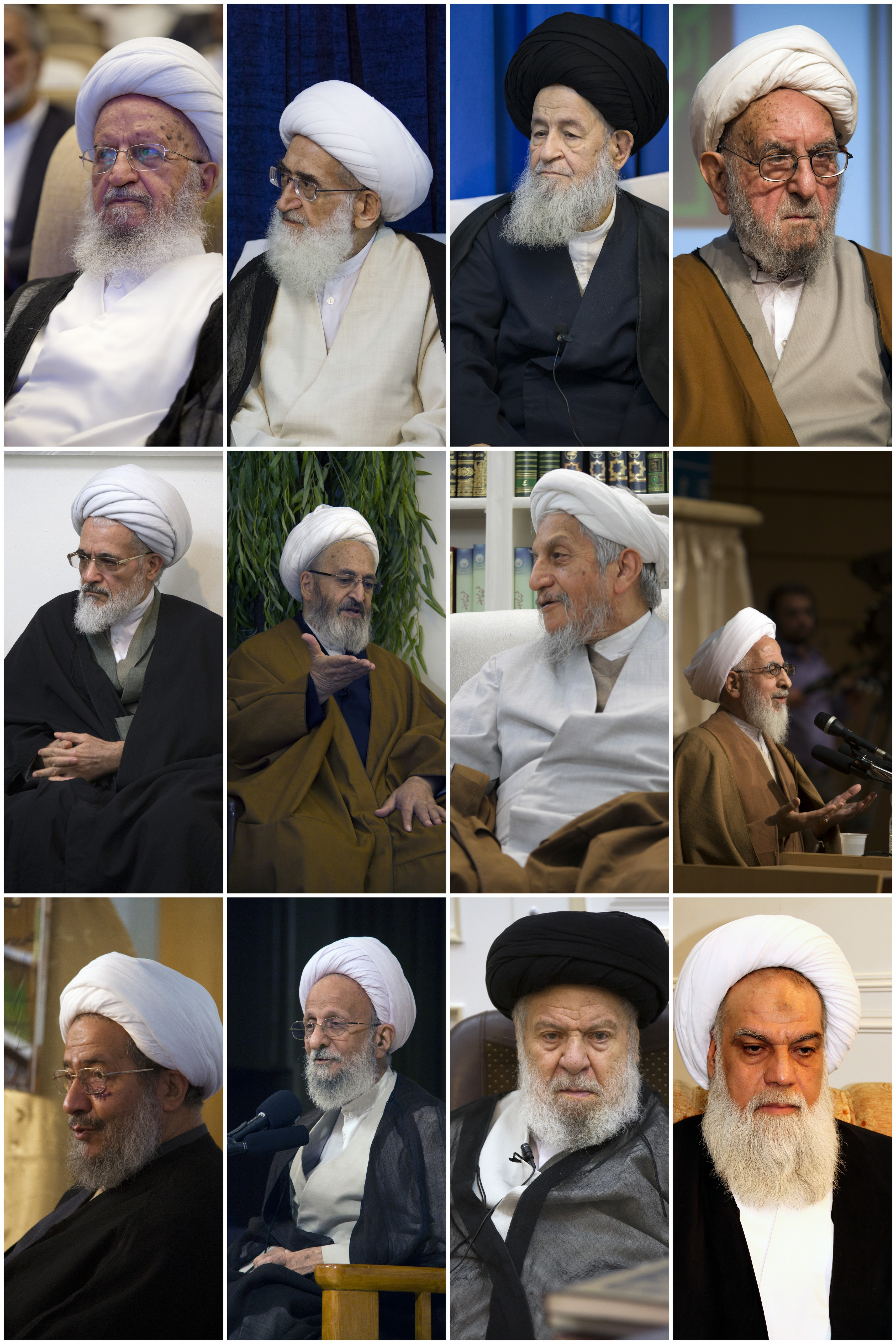

아야톨라 (Ayatollah, 페르시아어: آيت‌الله āyatollāh from 아랍어: آية الله, āyatu l-Lāh "하나님의 신호", āyah (복수: ayat)) 시아파에서 고위 성직자에게 수여하는 칭호이다. 이슬람 신학에서는 철학, 윤리학 등 최고 전문가들이 갖는 칭호로 꼽힌다.

## 역사
아야톨라라는 칭호는 이란 입헌혁명 때 도입된 것이며 1905년 즈음이다. 성직자 지도자에게 명예스러운 명칭을 수여하고자 한 것이다.

## 대 아야톨라
가장 주요한 아야톨라 중 극히 드물게 대 아야톨라(Grand Ayatollah)의 칭호를 얻었다. 무슬림에 관련한 모든 정사에 관련해 특정 아야톨라가 널리 관여하며 자문을 할 수 있는 사람들을 가리킨다. 자연히 이런 사람들에게는 추종자들이 따르게 되며 종교적인 교리에 대해 정통한 이들이다.
현재 이라크 나자프에는 5명의 대 아야톨라가 있다. 이란에는 시아파가 대다수이므로 숫자가 더 많은 편이다.

## 같이 보기
- 모센 아라키